# Chế độ độc tài

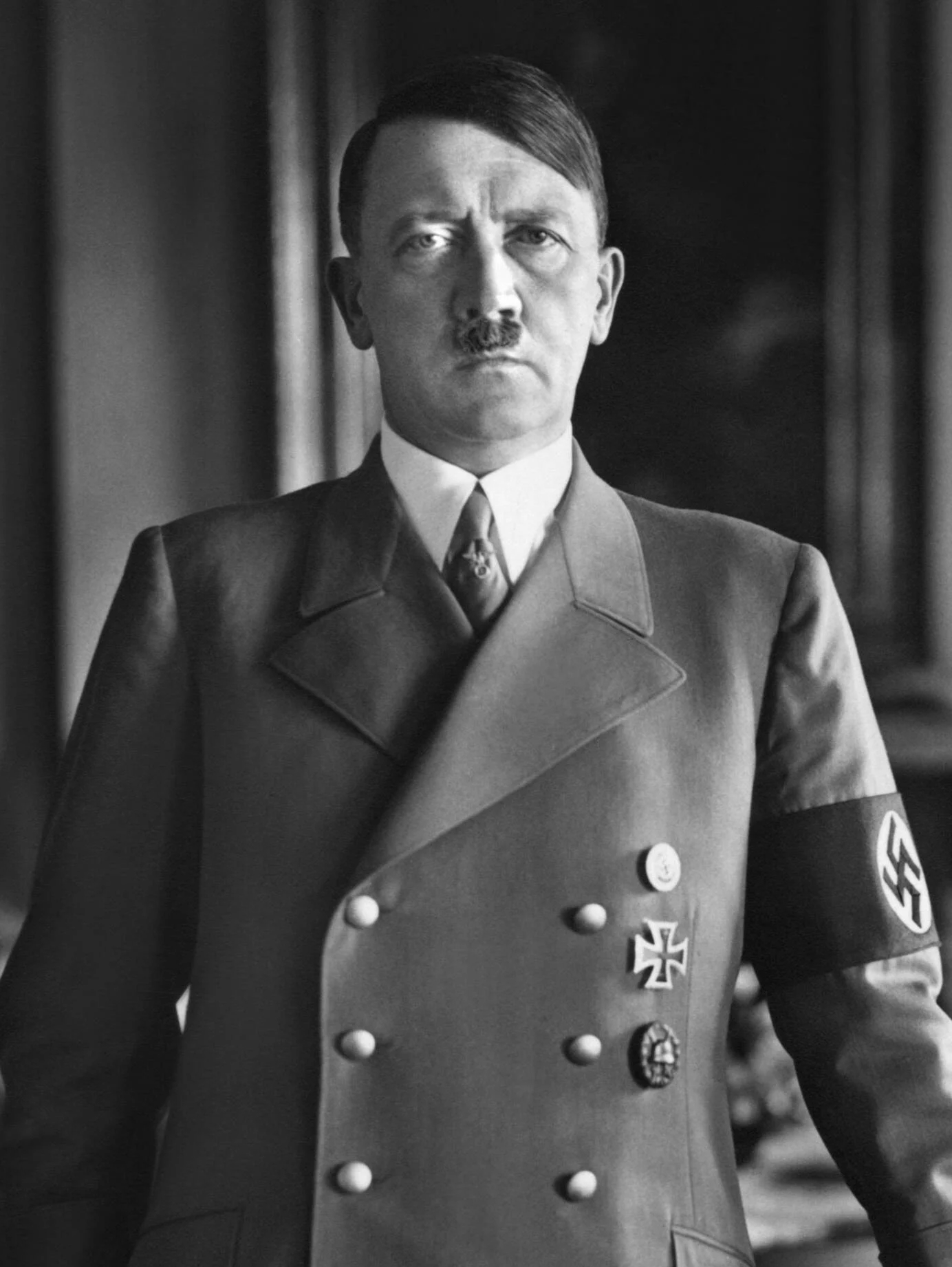
Adolf Hitler - lãnh đạo chế độ độc tài toàn trị của Đức Quốc Xã 1933 - 1945

Chế độ độc tài (tiếng Anh: dictatorship; cách dịch khác là chuyên chính), là một hình thức chính phủ được đặc trưng bởi một nhà lãnh đạo, hoặc một nhóm các nhà lãnh đạo, nắm giữ các quyền lực của chính phủ với rất ít hoặc không có hạn chế đối với họ. Nhà lãnh đạo của một chế độ độc tài được gọi là một nhà độc tài. Chính trị trong một chế độ độc tài được kiểm soát bởi nhà độc tài và diễn ra thông qua một nhóm tinh hoa nội bộ bao gồm các cố vấn, tướng lĩnh, và các quan chức cấp cao khác. Nhà độc tài duy trì kiểm soát bằng cách tác động và nhân nhượng với nhóm nội bộ, đồng thời trấn áp bất kỳ phe đối lập nào, có thể bao gồm các đảng chính trị đối thủ, kháng chiến vũ trang, hoặc các thành viên không trung thành của nhóm nội bộ. Các chế độ độc tài có thể được hình thành bằng một cuộc đảo chính quân sự nhằm lật đổ chính phủ trước đó bằng vũ lực hoặc bằng một cuộc tự đảo chính trong đó các nhà lãnh đạo được dân bầu kéo dài vĩnh viễn quyền cai trị của họ. Các chế độ độc tài là chuyên chế hoặc toàn trị và có thể được phân loại là chế độ độc tài quân sự, chế độ độc tài độc đảng, chế độ độc tài cá nhân, hoặc chế độ quân chủ tuyệt đối.
Thuật ngữ độc tài bắt nguồn từ việc nó được sử dụng ở Cộng hoà La Mã. Các chế độ độc tài quân sự sớm nhất đã phát triển trong thời kỳ hậu cổ điển, đặc biệt là ở Nhật Bản thời Shogun. Các chế độ độc tài hiện đại phát triển lần đầu tiên vào thế kỷ thứ 19, bao gồm chủ nghĩa Bonaparte ở châu Âu và caudillo ở châu Mỹ Latinh. Thế kỷ thứ 20 cũng chứng kiến sự trỗi dậy của các chế độ độc tài cá nhân ở châu Phi và các chế độ độc tài quân sự ở châu Mỹ Latinh, cả hai đều trở nên nổi bật trong những năm 1960 và 1970. Một số chế độ độc tài vẫn tồn tại trong thế kỷ 21, đặc biệt là ở châu Phi và châu Á.
Vì là một khái niệm chính trị nên việc dán nhãn một nhà nước nào đó là "độc tài" cũng là vấn đề gây tranh cãi hoặc mang tính tuyên truyền. Ví dụ như các nước phương Tây thường cáo buộc các Nhà nước xã hội chủ nghĩa Marx-Lenin là độc tài, trong khi các Nhà nước xã hội chủ nghĩa coi họ là nền Chuyên chính dân chủ nhân dân, còn các nhà nước phương Tây là dân chủ giả hiệu của giai cấp tư sản. Hoặc phương Tây thường gọi các nước đồng minh của họ là "Thế giới Tự do" và coi đó là các nước có nền dân chủ cao, nhưng thực tế thì nhiều nước có chính phủ độc tài cá nhân, bao gồm Tây Ban Nha thời phát xít Francisco Franco, Hàn Quốc dưới thời Phác Chính Hy, Đài Loan thời nhà độc tài Tưởng Giới Thạch, Nam Phi (dưới chế độ Apartheid được Anh quốc ủng hộ)
Các chế độ độc tài thường tổ chức các cuộc bầu cử để thiết lập tính chính danh của mình hoặc để khuyến khích các thành viên của đảng cầm quyền, nhưng các cuộc bầu cử này không mang tính cạnh tranh cho phe đối lập. Sự ổn định trong một chế độ độc tài được duy trì thông qua cưỡng chế và trấn áp chính trị, bao gồm việc hạn chế tiếp cận thông tin, theo dõi phe đối lập chính trị, và các hành vi bạo lực. Các chế độ độc tài không đàn áp được phe đối lập rất dễ sụp đổ thông qua một cuộc đảo chính hoặc một cuộc cách mạng.

## Từ nguyên
Trong tiếng Anh, từ "dictator" xuất phát từ tiếng Latin cổ điển dictātor, danh từ tác thể của dictāre (so sánh dictate "định đoạt", hậu tố -or chỉ người, hậu tố -ship chỉ một hệ thống), thường diễn thể của dicere "nói". Trong tiếng Latin, dictator là một quan chính vụ tạm thời ở Cộng hoà La Mã với quyền lực tuyệt đối để giải quyết những khủng hoảng của quốc gia. Trong tiếng Việt, từ "độc tài" là một từ Hán-Việt, kết hợp giữa độc "một" và tài "cai trị, quyết định"; so sánh "quyền tài phán".

## Cấu trúc
Người đứng đầu một chế độ độc tài được gọi là một nhà độc tài. Cấu trúc quyền lực của các chế độ độc tài khác nhau, và các định nghĩa khác nhau về chế độ độc tài xem xét các yếu tố khác nhau của cấu trúc này. Các nhà khoa học chính trị như Juan José Linz và Samuel P. Huntington đã xác định các thuộc tính chủ chốt quyết định cấu trúc quyền lực của một chế độ độc tài, bao gồm một nhà lãnh đạo duy nhất hoặc một nhóm nhỏ các nhà lãnh đạo, việc thực thi quyền lực với ít hạn chế, đa nguyên chính trị hạn chế, và vận động quần chúng.
Nhà độc tài thực thi quyền lực rộng rãi đối với chính phủ và xã hội, nhưng cần có những cá nhân khác để nhà độc tài có thể thực hiện sự cai trị của mình. Những cá nhân này tạo thành một nhóm nội bộ, lập nên một tầng lớp tinh hoa nắm giữ một mức độ quyền lực nhất định trong chế độ độc tài và nhận được các lợi ích khác nhau để đổi lấy sự hỗ trợ của họ. Họ có thể là sĩ quan quân đội, đảng viên, hoặc bạn bè và gia đình của nhà độc tài. Giới tinh hoa cũng là những mối đe dọa chính trị chính của một nhà độc tài, vì họ có thể tận dụng sức mạnh của mình để gây ảnh hưởng hoặc lật đổ chế độ độc tài. Sự hỗ trợ của nhóm nội bộ là cần thiết để mệnh lệnh của nhà độc tài được thực hiện, biến giới tinh hoa trở thành người đóng vai trò là giới hạn quyền lực của nhà độc tài. Để ban hành chính sách, một nhà độc tài phải nhượng bộ và làm thoả mãn giới tinh hoa của chế độ hoặc tìm cách thay thế họ. Các thành viên trong giới tinh hoa cũng phải cạnh tranh để nắm giữ nhiều quyền lực hơn người kia, nhưng lượng quyền lực mà giới tinh hoa nắm giữ cũng phụ thuộc vào tính đoàn kết của họ. Các bè phái hoặc chia rẽ trong giới tinh hoa sẽ làm giảm khả năng thương lượng của họ với nhà độc tài, dẫn đến việc nhà độc tài có nhiều quyền lực hơn mà không bị kiềm chế. Một nhóm nội bộ thống nhất có khả năng lật đổ một nhà độc tài, và nhà độc tài phải nhượng bộ nhiều hơn với nhóm nội bộ để duy trì quyền lực. Điều này đặc biệt đúng khi nhóm nội bộ bao gồm các sĩ quan quân đội có đủ nguồn lực để thực hiện một cuộc đảo chính quân sự.
Phe đối lập với chế độ độc tài đại diện cho tất cả các phe phái không thuộc chế độ độc tài và bất kỳ ai không ủng hộ chế độ. Đối lập có tổ chức là mối đe dọa đối với sự ổn định của một chế độ độc tài, vì nó tìm cách làm suy yếu sự ủng hộ của công chúng dành cho nhà độc tài và kêu gọi thay đổi chế độ. Một nhà độc tài có thể xử lý phe đối lập bằng cách đàn áp họ bằng vũ lực, sửa đổi luật pháp để hạn chế quyền lực của họ, hoặc nhượng bộ với họ bằng những lợi ích hạn chế. Phe đối lập có thể là một nhóm bên ngoài, hoặc cũng có thể bao gồm các thành viên hiện tại và trước đó thuộc nhóm nội bộ của nhà độc tài.
Chủ nghĩa toàn trị là một biến thể của chế độ độc tài được đặc trưng bởi sự hiện diện của một đảng chính trị duy nhất và, cụ thể hơn, được đặc trưng bởi một nhà lãnh đạo uy quyền áp đặt sự nổi bật về cá nhân và chính trị. Quyền lực được thực thi thông qua một sự hợp tác kiên định giữa chính phủ và một hệ tư tưởng được phát triển ở mức độ cao. Một chính phủ toàn trị "toàn quyền kiểm soát các phương tiện truyền thông đại chúng và các tổ chức kinh tế và xã hội". Nhà triết học chính trị Hannah Arendt mô tả chế độ toàn trị là một hình thức độc tài mới và cực đoan, bao gồm "các cá nhân bị cô lập [và] nguyên tử hóa" trong đó ý thức hệ đóng vai trò hàng đầu trong việc xác định cách thức tổ chức toàn bộ xã hội. Nhà khoa học chính trị Juan José Linz xác định một phổ các hệ thống chính trị khác nhau với các nền dân chủ và chế độ toàn trị là hai thái cực đối lập được xen giữa bởi các chế độ chuyên chế với một loạt các hệ thống lai được phân loại khác nhau. Ông mô tả các chế độ toàn trị là thực hiện kiểm soát chính trị và vận động chính trị hơn là chỉ đàn áp nó.

## Hình thành

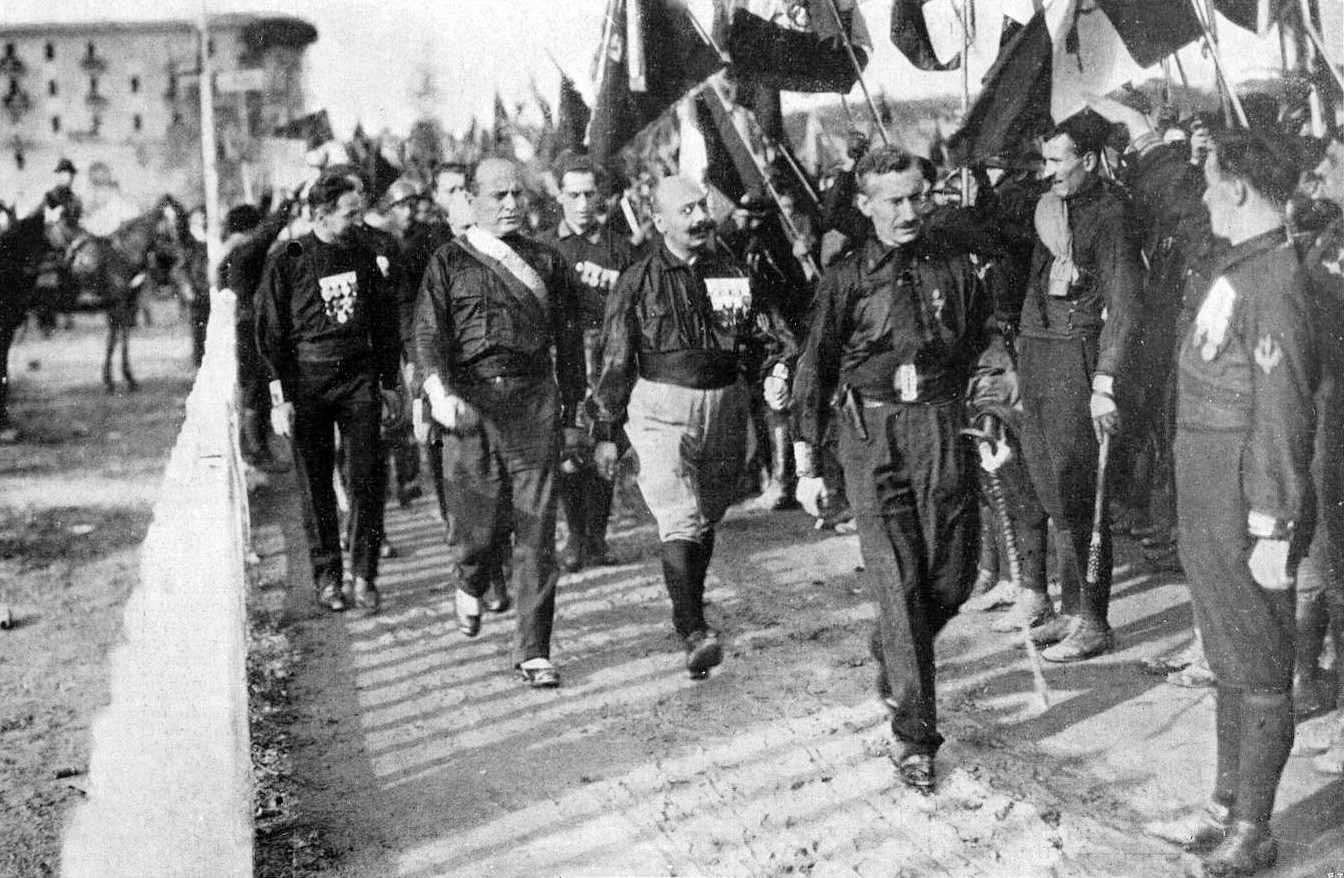
Benito Mussolini trong cuộc Hành quân đến Rome đã đưa ông lên làm nhà độc tài ở Ý

Chế độ độc tài được hình thành khi một nhóm cụ thể nắm quyền; những thành viên của nhóm này ảnh hưởng đến cách thức nắm quyền và cách thức mà chế độ độc tài cuối cùng sẽ được cai trị như thế nào. Nhóm này có thể là quân sự hoặc chính trị, nó có thể được tổ chức hoặc vô tổ chức, và nó có thể đại diện không cân xứng cho một nhóm người nhất định. Sau khi nắm quyền, nhóm này phải xác định xem các thành viên của mình sẽ nắm giữ những vị trí nào trong chính phủ mới và chính phủ này sẽ hoạt động như thế nào, đôi khi dẫn đến những bất đồng khiến cho nhóm bị chia rẽ. Các thành viên của nhóm thường sẽ thuộc giới tinh hoa trong nhóm nội bộ của nhà độc tài khi bắt đầu chế độ độc tài mới, mặc dù nhà độc tài có thể loại bỏ họ như một cách để giành thêm quyền lực.
Trừ khi họ đã tiến hành một cuộc tự đảo chính, những người giành được quyền lực thường có ít kinh nghiệm trong việc cai trị và không có một kế hoạch chính sách chi tiết từ trước. Nếu nhà độc tài không lên nắm quyền thông qua một đảng chính trị, thì một đảng có thể được thành lập như một cơ chế để khen thưởng những người ủng hộ và tập trung quyền lực vào tay các đồng minh chính trị thay vì các đồng minh quân sự. Các đảng được thành lập sau khi giành quyền lực thường gần như không có ảnh hưởng gì và chỉ tồn tại để phục vụ nhà độc tài.
Hầu hết các chế độ độc tài được hình thành thông qua các biện pháp quân sự hoặc thông qua một đảng chính trị. Gần một nửa các chế độ độc tài bắt đầu bằng một cuộc đảo chính quân sự, mặc dù những chế độ khác đã sinh ra do sự can thiệp của nước ngoài, các quan chức dân cử chấm dứt những cuộc bầu cử cạnh tranh, các cuộc nổi dậy tiếp quản quốc gia, các cuộc nổi dậy quần chúng của công dân, hoặc các thủ đoạn hợp pháp của giới tinh hoa chuyên quyền (autocratic) để nắm quyền trong chính phủ của họ. Từ năm 1946 đến năm 2010, 42% các chế độ độc tài sinh ra từ việc lật đổ một chế độ độc tài khác, và 26% sinh ra sau khi giành được độc lập từ một chính phủ nước ngoài. Nhiều chế độ khác đã phát triển sau một thời kỳ theo chủ nghĩa quân phiệt.

## Phân loại
Một hệ thống phân loại các chế độ độc tài, được nhà khoa học chính trị Barbara Geddes lần đầu tiên thực hiện vào năm 1999, tập trung vào nơi mà quyền lực tồn tại. Dưới hệ thống này, có ba loại chế độ độc tài. Các chế độ độc tài quân sự được kiểm soát bởi các sĩ quan quân đội, các chế độ độc tài độc đảng được kiểm soát bởi sự lãnh đạo của một đảng chính trị, và các chế độ độc tài cá nhân được kiểm soát bởi một cá nhân duy nhất. Trong một số trường hợp, chế độ quân chủ cũng được coi là chế độ độc tài nếu quốc vương nắm giữ một lượng quyền lực chính trị đáng kể. Chế độ độc tài lai là chế độ có sự kết hợp của các phân loại này.

### Quân sự

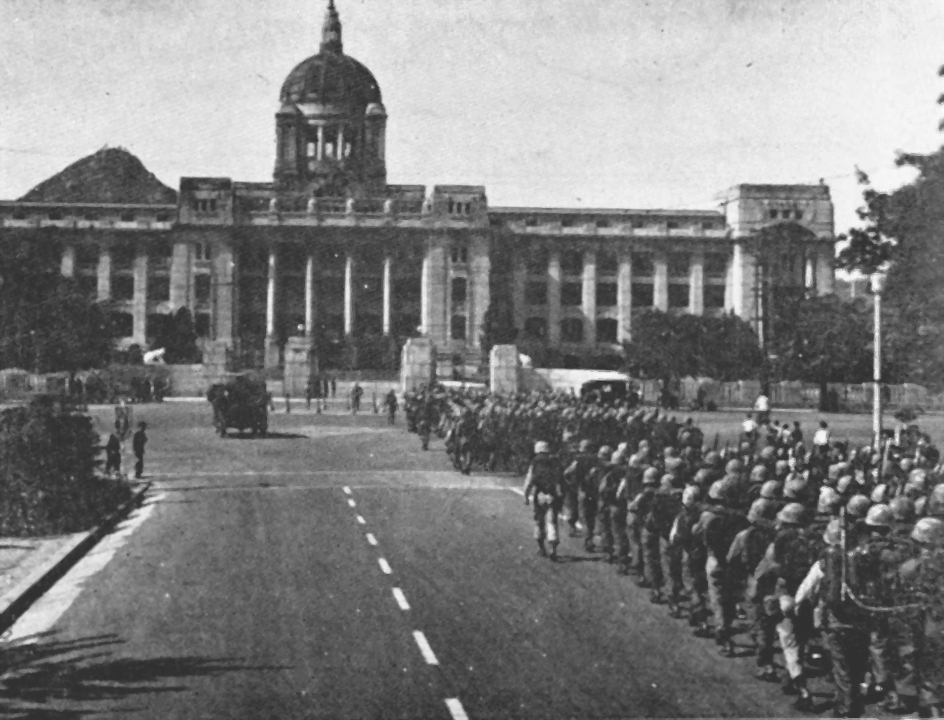
Binh lính chiếm Seoul, Hàn Quốc, một phần của cuộc đảo chính ngày 16 tháng 5 đưa Tướng Park Chung-hee lên nắm quyền

Chế độ độc tài quân sự là các chế độ trong đó các sĩ quan quân đội nắm giữ quyền lực, xác định ai sẽ lãnh đạo đất nước, và chi phối chính sách. Chúng phổ biến nhất ở các quốc gia đang phát triển ở châu Phi, châu Á, và châu Mỹ Latinh. Chúng thường không ổn định, và thời hạn trung bình của một chế độ độc tài quân sự chỉ là năm năm, nhưng chúng thường được theo sau bởi các cuộc đảo chính quân sự và các chế độ độc tài quân sự khác. Dù phổ biến trong thế kỷ thứ 20, sự nổi bật của các chế độ độc tài quân sự đã suy giảm trong những năm 1970 và 1980.
Chế độ độc tài quân sự thường được hình thành sau một cuộc đảo chính quân sự, trong đó các sĩ quan cao cấp sử dụng quân đội để lật đổ chính phủ. Ở các nền dân chủ, mối đe dọa đảo chính quân sự có liên quan đến giai đoạn ngay sau khi nền dân chủ được thành lập nhưng trước khi các cải cách quân sự quy mô lớn được thực thi. Ở chế độ đầu sỏ chính trị, nguy cơ của một cuộc đảo chính quân sự xuất phát từ sức mạnh của quân đội so với những nhượng bộ dành cho quân đội. Các yếu tố khác liên quan đến các cuộc đảo chính quân sự bao gồm tài nguyên thiên nhiên phong phú, hạn chế sử dụng quân đội trên phạm vi quốc tế, và sử dụng quân đội như một lực lượng áp bức trong nước. Các cuộc đảo chính quân sự không nhất thiết dẫn đến các chế độ độc tài quân sự, vì quyền lực sau đó có thể được chuyển giao cho một cá nhân, hoặc quân đội có thể cho phép các cuộc bầu cử dân chủ diễn ra.
Các chế độ độc tài quân sự thường có những đặc điểm chung do cùng đứng đầu là các nhà độc tài quân sự. Những nhà độc tài này có thể tự coi mình là không thiên vị trong việc giám sát một quốc gia do tư cách phi đảng phái của họ, và họ có thể coi mình là "những người bảo vệ đất nước". Việc vũ lực bạo lực thường xuất hiện trong huấn luyện quân sự biểu lộ ở việc chấp nhận bạo lực như một công cụ chính trị và khả năng tổ chức bạo lực trên quy mô lớn. Các nhà độc tài quân sự cũng có thể ít tin tưởng hoặc ít ngoại giao hơn và đánh giá thấp việc sử dụng thương lượng và thỏa hiệp trong chính trị.

### Độc đảng

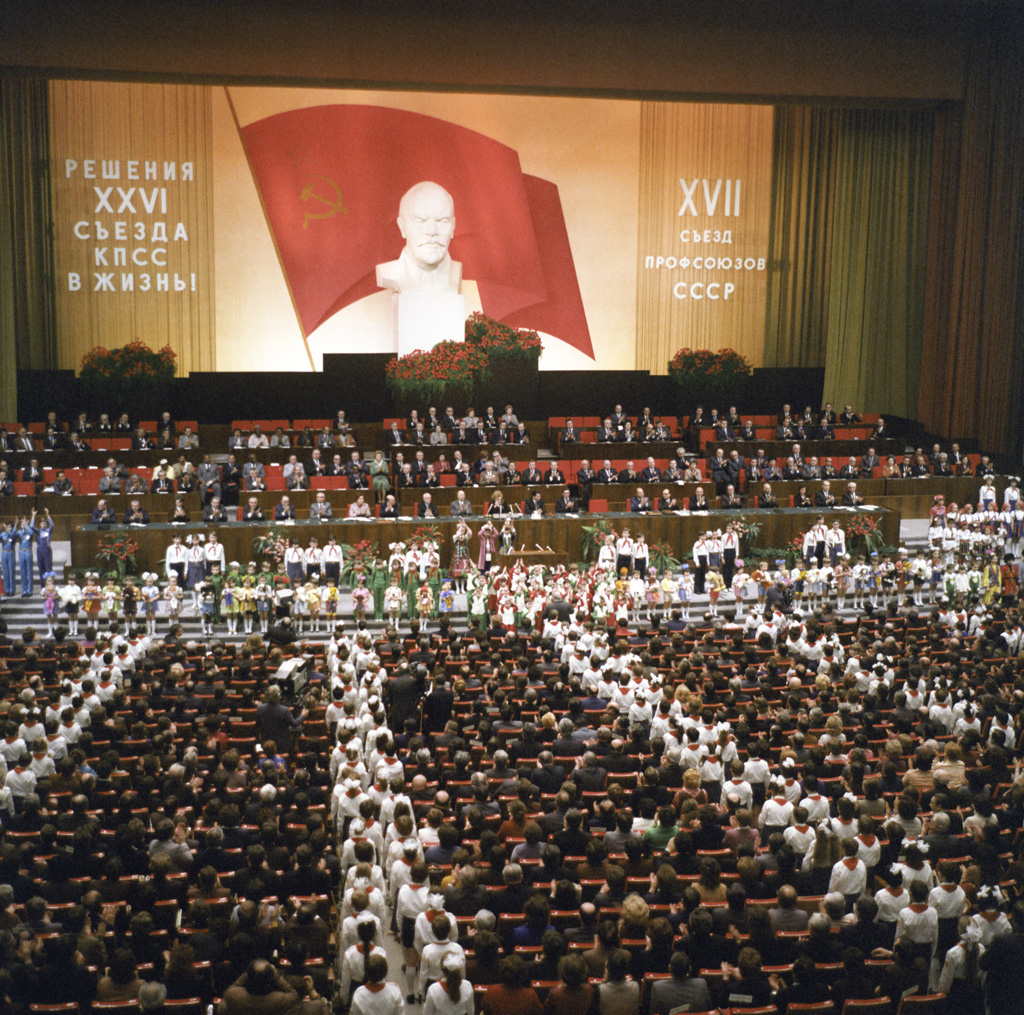
Một cuộc họp tại Cung điện Quốc hội Kremlin ở Moscow, Liên Xô

Các chế độ độc tài độc đảng là những chính phủ trong đó một đảng chính trị duy nhất chi phối chính trị. Các chế độ độc tài độc đảng là các quốc gia độc đảng trong đó chỉ có đảng cầm quyền là hợp pháp và tất cả các đảng đối lập đều bị cấm. Các chế độ độc tài do một đảng chiếm ưu thế hoặc chế độ độc tài chuyên chế bầu cử là các chế độ độc tài độc đảng trong đó các đảng đối lập trên danh nghĩa là hợp pháp nhưng không thể tác động đến chính phủ một cách có ý nghĩa. Các chế độ độc tài độc đảng là phổ biến nhất trong Chiến tranh Lạnh, với các chế độ độc tài do một đảng chiếm ưu thế trở nên phổ biến hơn sau khi Liên Xô sụp đổ. Các đảng cầm quyền trong chế độ độc tài độc đảng khác với các đảng chính trị được thành lập để phục vụ một nhà độc tài ở chỗ đảng cầm quyền trong chế độ độc tài độc đảng thâm nhập vào mọi tầng lớp xã hội.
Các chế độ độc tài độc đảng ổn định hơn các hình thức cai trị độc đoán khác, vì chúng ít bị đe doạ bằng những cuộc nổi dậy hơn và có tốc độ tăng trưởng kinh tế cao hơn. Các đảng cầm quyền cho phép một chế độ độc tài tác động rộng rãi hơn đến dân chúng và tạo điều kiện thuận lợi cho sự đồng thuận chính trị giữa giới tinh hoa trong đảng. Từ năm 1950 đến năm 2016, các chế độ độc tài độc đảng chiếm 57% các chế độ độc tài trên thế giới, và các chế độ độc tài độc đảng tiếp tục lan rộng nhanh hơn các hình thức độc tài khác trong nửa sau của thế kỷ thứ 20. Do cơ cấu lãnh đạo của chúng, các chế độ độc tài độc đảng ít có nguy cơ phải đối mặt với xung đột dân sự, nổi dậy, hoặc khủng bố hơn các hình thức độc tài khác. Việc sử dụng các đảng cầm quyền cũng mang lại nhiều tính chính danh hơn cho giới lãnh đạo và giới tinh hoa của nó so với các hình thức độc tài khác, và tạo điều kiện thuận lợi cho việc chuyển giao quyền lực một cách ôn hoà vào cuối thời kỳ cai trị của một nhà độc tài.
Các chế độ độc tài độc đảng trở nên nổi bật ở châu Á và Đông Âu trong Chiến tranh Lạnh, khi mà các chính phủ cộng sản được thành lập ở một số quốc gia. Chế độ độc đảng cũng phát triển ở một số quốc gia ở châu Phi trong quá trình phi thực dân hóa vào những năm 1960 và 1970, một số quá trình trong số đó đã tạo ra các chế độ chuyên chế. Một đảng cầm quyền trong chế độ độc tài độc đảng có thể cai trị theo bất kỳ hệ tư tưởng nào hoặc có thể không có hệ tư tưởng nào định hướng. Các quốc gia độc đảng theo chủ nghĩa Marx đôi khi được phân biệt với các quốc gia độc đảng khác, nhưng chúng hoạt động giống như nhau. Khi các chế độ độc tài độc đảng phát triển dần dần thông qua những cách thức hợp pháp, thì có thể dẫn đến xung đột giữa tổ chức đảng với bộ máy nhà nước và nền công vụ, khi đảng vừa cai trị và ngày càng bổ nhiệm các thành viên của mình vào các vị trí quyền lực. Các đảng nắm quyền thông qua bạo lực thường có thể thực hiện những thay đổi lớn hơn trong một khoảng thời gian ngắn hơn.

### Cá nhân

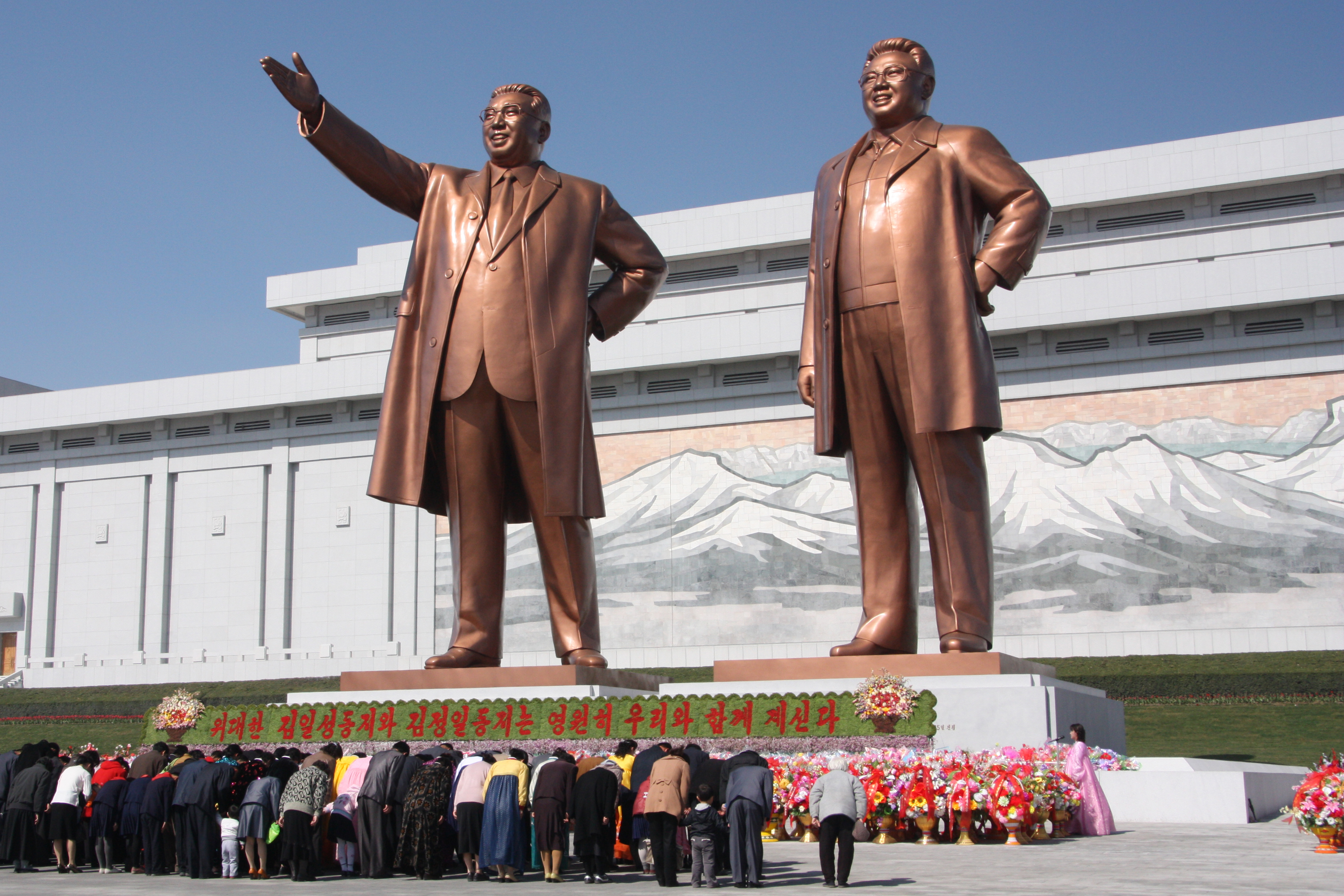
Người dân Bắc Triều Tiên cúi đầu trước tượng của hai nhà lãnh đạo Kim Nhật Thành và Kim Jong-il năm 2012.

Các chế độ độc tài cá nhân là chế độ trong đó tất cả quyền lực nằm trong tay của một cá nhân duy nhất. Chúng khác với các hình thức độc tài khác ở chỗ nhà độc tài có khả năng tiếp cận nhiều hơn với các vị trí chính trị quan trọng và ngân khố của chính phủ, và chúng thường tuân theo quyết định của nhà độc tài hơn. Các nhà độc tài cá nhân có thể là thành viên của quân đội hoặc nhà lãnh đạo của một đảng chính trị, nhưng cả quân đội và đảng đều không thực thi quyền lực mà không có nhà độc tài. Trong các chế độ độc tài cá nhân, giới tinh hoa thường bao gồm những người bạn thân hoặc thành viên gia đình của nhà độc tài; họ thường tự chọn những cá nhân này để làm việc trong các chức vụ của họ. Các chế độ độc tài này thường xuất hiện hoặc từ việc tranh giành quyền lực được tổ chức lỏng lẻo, tạo cơ hội cho nhà lãnh đạo củng cố quyền lực, hoặc từ các nhà lãnh đạo được bầu cử dân chủ ở các quốc gia có những thiết chế yếu kém, tạo cơ hội cho nhà lãnh đạo thay đổi hiến pháp. Các chế độ độc tài cá nhân phổ biến hơn ở châu Phi cận Sahara do có ít các thiết chế được thành lập hơn trong khu vực.
Các nhà độc tài cá nhân thường ưa chuộng lòng trung thành hơn là năng lực trong chính phủ của họ và thường không tin tưởng giới trí thức. Giới tinh hoa trong các chế độ độc tài cá nhân thường không có sự nghiệp chính trị chuyên nghiệp và không đủ tiêu chuẩn cho các chức vụ mà họ được giao. Một nhà độc tài cá nhân sẽ quản lý những người được bổ nhiệm này bằng cách chia rẽ chính phủ để họ không thể cộng tác. Kết quả là các chế độ như vậy không có giới hạn và cân bằng nội bộ, và do đó không bị kiềm chế khi tiến hành trấn áp người dân của họ, thực hiện những thay đổi cực đoan trong chính sách đối ngoại, hoặc phát động chiến tranh với các quốc gia khác. Do thiếu trách nhiệm giải trình và nhóm tinh hoa nhỏ hơn, các chế độ độc tài cá nhân dễ xuất hiện tham nhũng hơn các hình thức độc tài khác, và chúng mang tính đàn áp hơn các hình thức độc tài khác. Các chế độ độc tài cá nhân thường sụp đổ với cái chết của nhà độc tài. Chúng có nhiều khả năng kết thúc bằng bạo lực và ít có khả năng dân chủ hoá hơn các hình thức độc tài khác.
Thay đổi trong sự tương quan quyền lực giữa nhà độc tài và nhóm nội bộ của họ gây ra những hệ quả nghiêm trọng đối với tính chất của những chế độ như vậy nói chung. Các chế độ độc tài cá nhân khác với các chế độ khác về thời gian tồn tại, cách thức sụp đổ, mức độ tham nhũng, và xu hướng xung đột. Tính trung bình, chúng tồn tại lâu gấp đôi các chế độ độc tài quân sự, nhưng không lâu bằng các chế độ độc tài độc đảng. Các chế độ độc tài cá nhân cũng phát triển theo một cách riêng, vì chúng thường thiếu các thiết chế hoặc lãnh đạo có tài để duy trì nền kinh tế.

### Quân chủ

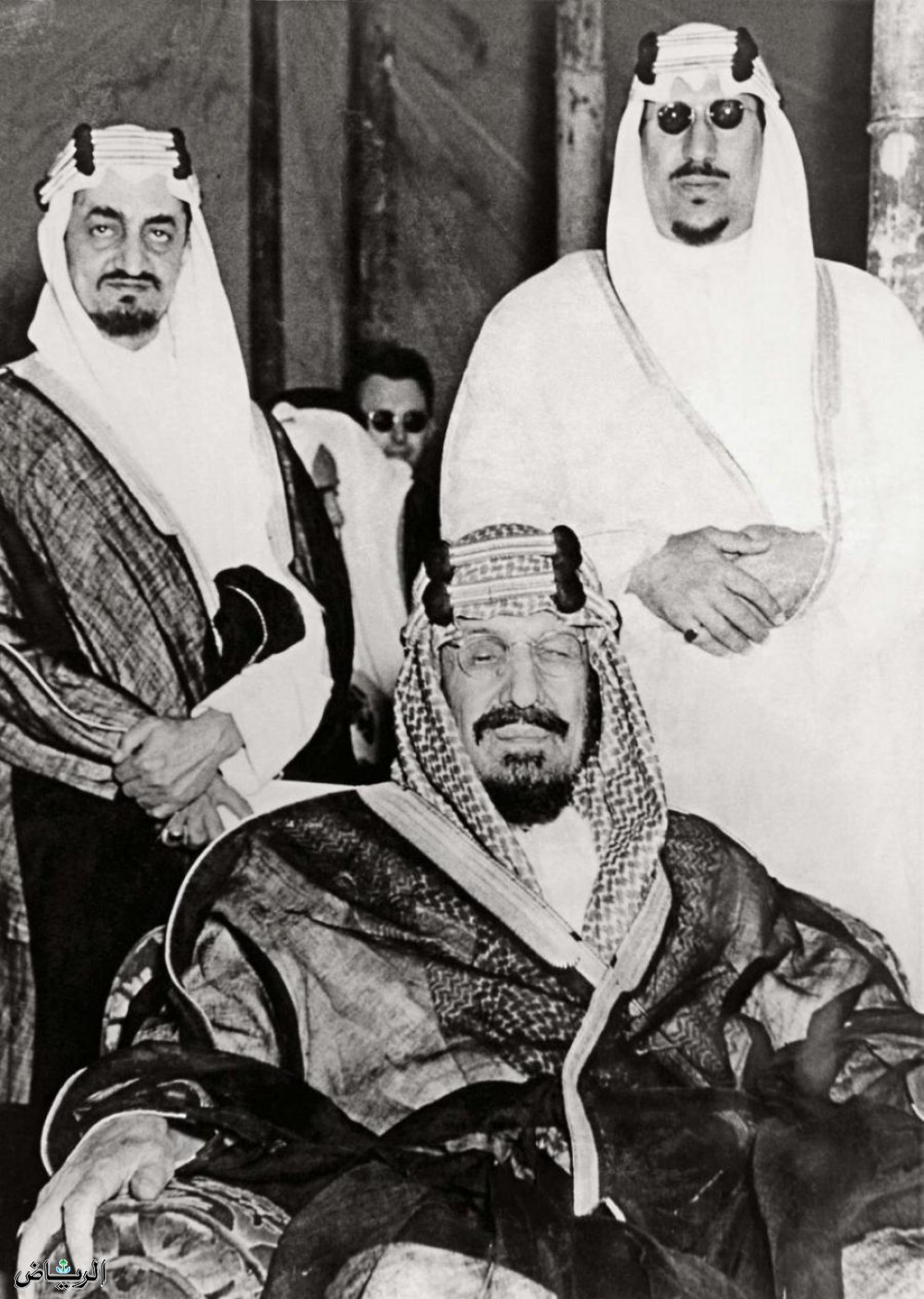
Quốc vương Ibn Saud của Ả Rập Xê Út cùng hai người con trai.

Một chế độ quân chủ tuyệt đối là một chế độ quân chủ trong đó quốc vương cai trị mà không có giới hạn pháp lý. Điều này làm cho nó khác với chế độ quân chủ lập hiến và chế độ quân chủ chiếu lệ. Trong chế độ quân chủ tuyệt đối, quyền lực chỉ giới hạn trong tay gia đình hoàng gia, và tính chính danh được thành lập dựa trên các yếu tố lịch sử. Chế độ quân chủ có thể là chế độ triều đại, trong đó gia đình hoàng gia đóng vai trò là một thiết chế cai trị tương tự như một đảng chính trị ở một quốc gia độc đảng, hoặc chúng có thể là phi triều đại, trong đó quốc vương cai trị độc lập với gia đình hoàng gia với tư cách là một nhà độc tài cá nhân. Các chế độ quân chủ cho phép áp dụng các quy tắc kế vị chặt chẽ nhằm tạo ra sự chuyển giao quyền lực một cách ôn hoà khi quốc vương chết, nhưng điều này cũng có thể dẫn đến tranh chấp về kế vị nếu nhiều thành viên hoàng gia đòi quyền kế vị. Trong kỷ nguyên hiện đại, chế độ quân chủ chuyên chế phổ biến nhất ở Trung Đông.

## Lịch sử

### Các chế độ độc tài thuở đầu

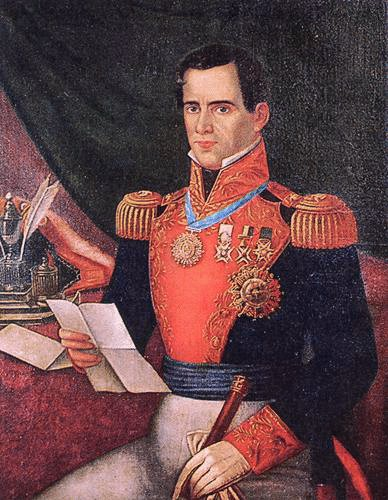
Nhà độc tài quân sự Antonio López de Santa Anna mặc quân phục Mexico.

Chế độ độc tài có lịch sử gắn liền với khái niệm bạo chúa của người Hy Lạp cổ đại, và một số nhà lãnh đạo Hy Lạp cổ đại đã được mô tả là "bạo chúa" tương đương với các nhà độc tài hiện đại. Khái niệm "nhà độc tài" lần đầu tiên được phát triển trong thời Cộng hoà La Mã. Một nhà độc tài La Mã là một quan chính vụ đặc biệt được quan chấp chính bổ nhiệm tạm thời trong thời kỳ khủng hoảng và được trao toàn bộ quyền hành pháp. Vai trò của nhà độc tài được tạo ra trong những trường hợp khi cần một nhà lãnh đạo duy nhất để chỉ huy và khôi phục sự ổn định. Ít nhất 85 nhà độc tài như vậy đã được chọn trong suốt thời kỳ Cộng hoà La Mã, người cuối cùng đã được chọn để phát động Chiến tranh Punic lần thứ hai. Chế độ độc tài đã được hồi sinh 120 năm sau bởi Sulla sau khi ông đàn áp một phong trào dân túy, và 33 năm sau đó bởi Julius Caesar. Caesar đã lật đổ truyền thống là các chế độ độc tài chỉ tồn tại tạm thời khi ông được phong làm dictator perpetuo, tức nhà độc tài suốt đời, dẫn đến việc thành lập Đế quốc La Mã. Sự cai trị của một nhà độc tài không nhất thiết được coi là chế độ bạo chúa ở La Mã cổ đại, tuy nó đã được một số người mô tả là "chế độ bạo chúa tạm thời" hoặc "chế độ bạo chúa bầu cử".
Châu Á chứng kiến một số chế độ độc tài quân sự trong thời kỳ hậu cổ điển. Hàn Quốc đã trải qua các chế độ độc tài quân sự dưới sự cai trị của Uyên Cái Tô Văn vào thế kỷ thứ 7, và dưới sự cai trị của chế độ độc tài quân sự Cao Ly trong thế kỷ thứ 12 và 13. Các shogun là những nhà độc tài quân sự de facto ở Nhật Bản bắt đầu từ năm 1185 và tiếp tục như vậy trong hơn sáu trăm năm. Trong triều đại nhà Hậu Lê của Việt Nam từ thế kỷ thứ 16 đến thế kỷ thứ 18, quốc gia này nằm dưới sự cai trị quân sự de facto của hai gia đình quân sự đối địch nhau: chúa Trịnh ở miền bắc và chúa Nguyễn ở miền nam. Ở châu Âu, Khối thịnh vượng chung Anh dưới thời Oliver Cromwell, được thành lập vào năm 1649 sau Nội chiến Anh lần thứ hai, đã được các đối thủ đương thời và một số học giả hiện đại mô tả là một chế độ độc tài quân sự. Maximilien Robespierre cũng tương tự được mô tả như một nhà độc tài khi ông kểm soát Công hội Quốc dân (Convention nationale) ở Pháp và tiến hành Triều đại Khủng bố vào năm 1793 và 1794.
Chế độ độc tài đã phát triển trở thành một hình thức chính phủ chính trong thế kỷ thứ 19, mặc dù khái niệm này không được rộng rãi coi là tiêu cực vào thời điểm đó; người ta hiểu rằng cả ý nghĩa bạo chúa và ý nghĩa lập hiến của chế độ độc tài là có tồn tại. Ở châu Âu, người ta thường nghĩ về chủ nghĩa Bonaparte và chủ nghĩa Caesar, với chủ nghĩa thứ nhất mô tả chế độ độc tài quân sự của Napoléon và chủ nghĩa thứ hai mô tả chế độ đế quốc của Napoléon III giống như Julius Caesar. Các cuộc chiến tranh giành độc lập của người Mỹ gốc Tây Ban Nha đã diễn ra vào đầu thế kỷ thứ 19, tạo ra nhiều chính phủ Mỹ Latinh mới. Nhiều chính phủ trong số này nằm dưới sự kiểm soát của các caudillo, tức những nhà độc tài cá nhân. Hầu hết các caudillo đều xuất thân từ quân đội, và sự cai trị của họ thường gắn liền với các nghi lễ lộng lẫy và hào nhoáng. Các caudillo thường bị ràng buộc bởi hiến pháp, nhưng chỉ trên danh nghĩa, và caudillo có quyền soạn thảo một hiến pháp mới theo ý muốn của mình. Nhiều caudillo đã được ghi nhớ vì sự tàn ác của họ, trong khi những người khác được vinh danh là anh hùng dân tộc.

### Chế độ độc tài giữa hai cuộc chiến và trong Thế Chiến II

#### Châu Âu

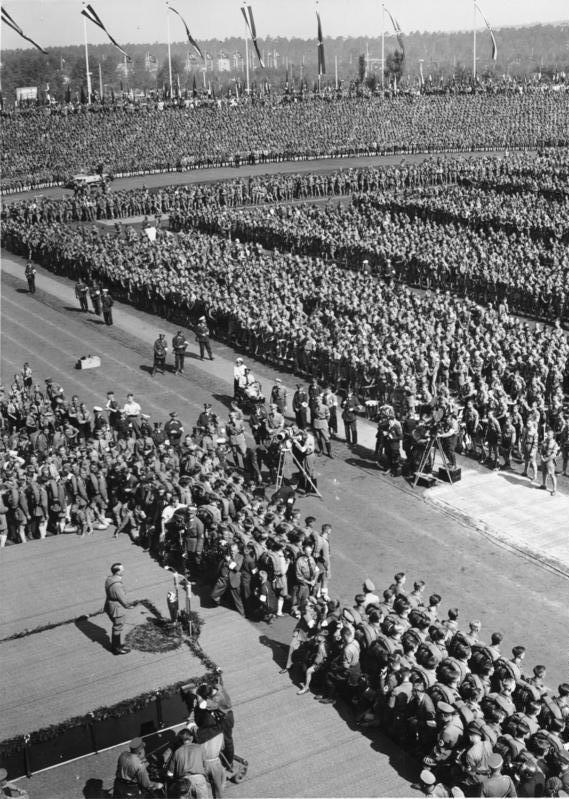
Các cuộc tuần hành ở Nuremberg tôn vinh chủ nghĩa phát xít và sự cai trị của Adolf Hitler ở Đức Quốc xã.

Trong khoảng thời gian giữa Thế Chiến I và Thế Chiến II, một số chế độ độc tài đã được thiết lập ở châu Âu thông qua các cuộc đảo chính được thực hiện bởi các phong trào cực tả và cực hữu. Hậu quả của Chiến tranh thế giới thứ nhất đã dẫn đến một sự thay đổi lớn trong nền chính trị châu Âu, thành lập các chính phủ mới, tạo điều kiện thay đổi nội bộ trong các chính phủ cũ, và vẽ lại ranh giới giữa các quốc gia, tạo cơ hội cho các phong trào này nắm quyền. Biến động xã hội do Thế Chiến I gây ra và nền hòa bình không ổn định mà nó tạo ra đã càng góp phần tạo nên sự bất ổn có lợi cho các phong trào cực đoan và củng cố sự ủng hộ cho mục tiêu của những phong trào này. Các chế độ độc tài cực tả và cực hữu đã sử dụng những phương pháp giống nhau để duy trì quyền lực, bao gồm sùng bái cá nhân, trại tập trung, lao động cưỡng bức, giết người hàng loạt, và diệt chủng.
Nhà nước cộng sản đầu tiên đã được thành lập bởi Vladimir Lenin và các Bolshevik với sự thành lập của nước Nga Xô-viết trong cuộc Cách mạng Nga năm 1917. Chính quyền này được mô tả là một nền chuyên chính của giai cấp vô sản trong đó quyền lực được thực thi bởi các xô-viết do nhân dân bầu ra. Những Bolshevik đã củng cố quyền lực vào năm 1922, thành lập Liên Xô. Sau Lenin là Joseph Stalin lên nắm quyền vào năm 1924; ông đã củng cố toàn bộ quyền lực vào năm 1929. Cách mạng Nga đã truyền cảm hứng cho một làn sóng các phong trào cách mạng cánh tả ở châu Âu từ năm 1917 đến năm 1923, nhưng không cuộc cách mạng nào đạt được mức độ thành công tương đương.
Đồng thời, các phong trào dân tộc chủ nghĩa đã phát triển khắp châu Âu. Những phong trào này là một phản ứng đáp lại những gì họ coi là suy đồi và sụp đổ xã hội do các chuẩn mực xã hội và quan hệ chủng tộc thay đổi do chủ nghĩa tự do mang lại. Chủ nghĩa phát xít đã phát triển ở châu Âu như một sự bác bỏ đối với chủ nghĩa tự do, chủ nghĩa xã hội, và chủ nghĩa hiện đại, và các đảng chính trị phát xít đầu tiên được thành lập vào những năm 1920. Nhà độc tài Ý Benito Mussolini lên nắm quyền vào năm 1922, và bắt đầu thực hiện cải cách vào năm 1925 để tạo ra chế độ độc tài phát xít đầu tiên. Những cải cách này kết hợp chủ nghĩa toàn trị, lòng trung thành với nhà nước, chủ nghĩa bành trướng, chủ nghĩa nghiệp đoàn, và chủ nghĩa chống cộng sản.
Adolf Hitler và Đảng Quốc xã đã tạo ra chế độ độc tài phát xít thứ hai ở Đức vào năm 1933, giành được quyền lực tuyệt đối thông qua sự kết hợp của chiến thắng bầu cử, bạo lực, và quyền lực khẩn cấp. Các phong trào dân tộc chủ nghĩa khác ở châu Âu đã thiết lập những chế độ độc tài dựa trên mô hình phát xít. Trong Chiến tranh thế giới thứ hai, Ý và Đức đã chiếm đóng một số quốc gia ở châu Âu, dưng lên các chính phủ bù nhìn phát xít trong nhiều quốc gia mà họ xâm lược. Sau khi bị đánh bại trong Thế Chiến II, các chế độ độc tài cực hữu ở châu Âu đã sụp đổ, ngoại trừ Tây Ban Nha và Bồ Đào Nha. Liên Xô chiếm đóng các chế độ độc tài theo chủ nghĩa dân tộc ở phía đông và thay thế chúng bằng các nhà nước cộng sản, trong khi các nước khác thành lập các chính phủ tư sản trong Khối phía Tây.

#### Mỹ Latinh
Các chế độ độc tài ở Mỹ Latinh vẫn tồn tại cho đến thế kỷ thứ 20; các cuộc đảo chính quân sự sau đó đã thiết lập các chế độ độc tài mới, thường nhân danh chủ nghĩa dân tộc. Sau một giai đoạn dân chủ hoá ngắn ngủi, Mỹ Latinh đã trải qua quá trình chuyển đổi nhanh chóng sang chế độ độc tài vào những năm 1930. Các phong trào dân túy đã được củng cố sau khủng hoảng kinh tế của cuộc Đại khủng hoảng, tạo ra các chế độ độc tài dân túy ở một số quốc gia Mỹ Latinh. Chủ nghĩa phát xít châu Âu cũng được du nhập vào Mỹ Latinh, và Thời kỳ Vargas của Brazil bị ảnh hưởng nặng nề bởi chủ nghĩa nghiệp đoàn được áp dụng ở nước Ý phát xít.

### Chế độ độc tài thời Chiến tranh Lạnh

#### Châu Phi

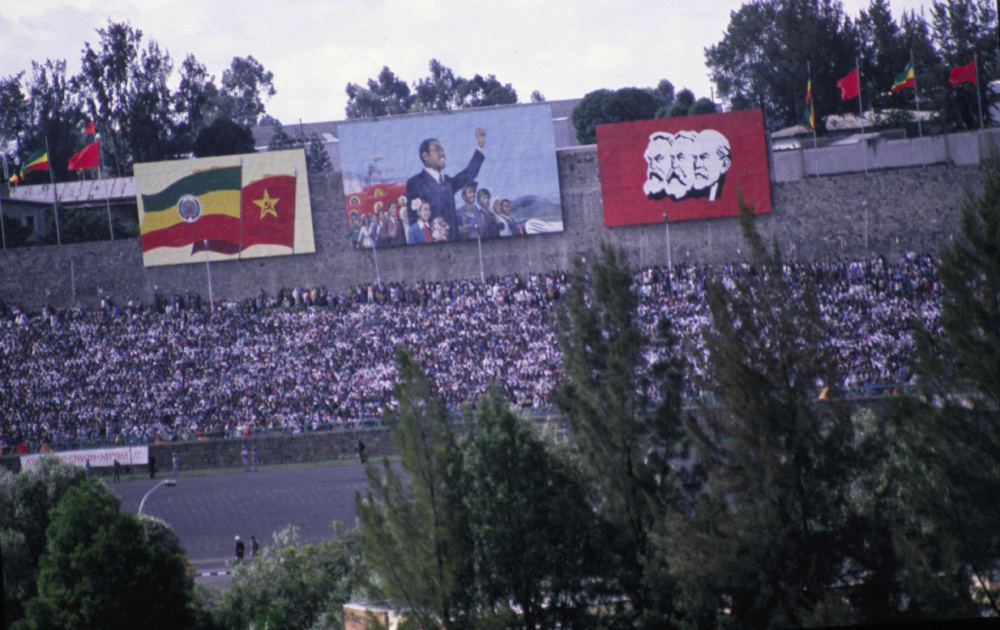
Một cuộc biểu tình của những người cộng sản ở Addis Ababa, Ethiopia, trong thời kỳ độc tài theo chủ nghĩa Marx của đất nước này, Cộng hòa Dân chủ Nhân dân Ethiopia.

Quá trình phi thuộc địa hoá ở châu Phi đã thúc đẩy việc thành lập các chính phủ mới, nhiều chính phủ trong số đó đã trở thành chế độ độc tài trong những năm 1960 và 1970. Các chế độ độc tài ban đầu ở châu Phi chủ yếu là các chế độ độc tài cá nhân theo chủ nghĩa xã hội, trong đó một nhà xã hội chủ nghĩa duy nhất sẽ nắm quyền thay vì một đảng cầm quyền. Khi Chiến tranh Lạnh tiếp diễn, Liên Xô đã tăng cường sự ảnh hưởng của mình ở châu Phi, và các chế độ độc tài theo chủ nghĩa Marx–Lenin đã phát triển ở một số quốc gia châu Phi. Các cuộc đảo chính quân sự cũng thường xuyên xảy ra sau quá trình phi thuộc địa hóa, với 14 quốc gia châu Phi đã trải qua ít nhất ba cuộc đảo chính quân sự thành công từ năm 1959 đến năm 2001. Các chính phủ châu Phi mới này bất ổn nghiêm trọng, tạo cơ hội cho việc thay đổi chế độ và biến các cuộc bầu cử công bằng trở thành một việc hiếm khi xảy ra trên châu lục này. Sự bất ổn này chính nó lại đòi hỏi các nhà cai trị phải ngày càng trở nên độc tài để duy trì quyền lực, càng thêm củng cố chế độ độc tài ở châu Phi.

#### Châu Á
Nội chiến Trung Quốc kết thúc vào năm 1949, chia cắt Trung Hoa thành Trung Hoa Dân Quốc do Tưởng Giới Thạch cai trị và Cộng hòa Nhân dân Trung Hoa do Mao Trạch Đông cai trị. Mao đã thành lập Cộng hòa Nhân dân Trung Hoa với tư cách là một quốc gia cộng sản độc đảng được chi phối bởi hệ tư tưởng của ông, chủ nghĩa Mao. Mặc dù Cộng hòa Nhân dân Trung Hoa ban đầu kết đồng minh với Liên Xô, quan hệ giữa hai nước trở nên xấu đi khi Liên Xô tiến hành phi Stalin hoá vào cuối những năm 1950. Mao củng cố sự cai trị của mình đối với Cộng hòa Nhân dân Trung Hoa bằng cuộc Cách mạng Văn hoá vào những năm 1960, trong đó bao gồm việc tiêu diệt tất cả các yếu tố của chủ nghĩa tư bản và chủ nghĩa truyền thống ở Trung Quốc. Đặng Tiểu Bình lên nắm quyền với tư cách là nhà lãnh đạo de facto của Trung Quốc sau khi Mao chết và đã thực hiện những cải cách để khôi phục sự ổn định sau Cách mạng Văn hóa và thiết lập lại nền kinh tế thị trường tự do. Tưởng Giới Thạch tiếp tục cai trị với tư cách là nhà độc tài của quốc gia tàn tồn của chính phủ Dân quốc ở Đài Loan cho đến khi ông chết vào năm 1975.
Các phong trào chủ nghĩa Marx và chủ nghĩa dân tộc đã trở nên phổ biến ở Đông Nam Á như một phản ứng đáp lại sự thuộc địa hoá và sự chiếm đóng sau đó của Nhật Bản ở Đông Nam Á, với cả hai hệ tư tưởng đều tạo điều kiện cho việc thành lập các chế độ độc tài sau Thế Chiến II. Các chế độ độc tài cộng sản trong khu vực kết đồng minh với Trung Quốc sau khi nước này được thành lập với tư cách là một nhà nước cộng sản. Một hiện tượng tương tự cũng đã diễn ra trên bán đảo Triều Tiên, nơi mà Kim Nhật Thành đã tạo ra một chế độ độc tài cộng sản do Liên Xô hậu thuẫn ở Bắc Triều Tiên, và Lý Thừa Vãn đã tạo ra một chế độ độc tài theo chủ nghĩa dân tộc do Hoa Kỳ hậu thuẫn ở Hàn Quốc.
Trung Đông đã được phi thực dân hóa trong Chiến tranh Lạnh, và nhiều phong trào dân tộc chủ nghĩa đã giành được sức mạnh sau khi giành được độc lập. Các phong trào dân tộc chủ nghĩa này ủng hộ không liên kết, khiến cho hầu hết các chế độ độc tài ở Trung Đông nằm ngoài phạm vi ảnh hưởng của Mỹ và Liên Xô. Những phong trào này đã ủng hộ chủ nghĩa Nasser liên Ả Rập trong hầu hết khoảng thời gian mà Chiến tranh Lạnh diễn ra, nhưng phần lớn chúng đã bị chủ nghĩa dân tộc Hồi giáo thay thế vào những năm 1980. Một số quốc gia Trung Đông đã trở thành đối tượng của các cuộc đảo chính quân sự trong những năm 1950 và 1960, bao gồm Iraq, Syria, Bắc Yemen, và Nam Yemen. Một cuộc đảo chính năm 1953 do chính phủ Mỹ và Anh giám sát đã phục chức Mohammad Reza Pahlavi trở thành quốc vương tuyệt đối của Iran; ông sau đó bị lật đổ trong cuộc Cách mạng Iran năm 1979 đưa Ruhollah Khomeini lên làm Lãnh tụ Tối cao của Iran dưới một chính phủ Hồi giáo chủ nghĩa.

#### Châu Âu
Khi thế chiến 2 kết thúc, các quốc gia Đông Âu được đưa vào phạm vi ảnh hưởng của Liên Xô Josip Broz Tito tuyên bố một chính phủ cộng sản ở Nam Tư trong Thế Chiến II, ban đầu kết đồng minh với Liên Xô. Quan hệ giữa hai quốc gia trở nên căng thẳng do những nỗ lực của Liên Xô nhằm tác động đến Nam Tư, dẫn đến sự chia rẽ Tito–Stalin vào năm 1948. Albania được thành lập với tư cách là một chế độ cộng sản dưới sự cai trị của Enver Hoxha vào năm 1944. Ban đầu nó kết đồng minh kết đồng minh với Nam Tư, nhưng nó đã thay đổi đồng minh xuyên suốt Chiến tranh Lạnh, giữa Nam Tư, Liên Xô, và Trung Quốc. Sự ổn định của Liên Xô đã suy yếu trong những năm 1980. Nền kinh tế Liên Xô trở nên không bền vững và các chính phủ cộng sản mất đi sự ủng hộ của giới trí thức. Năm 1989, Liên Xô tan rã, và chủ nghĩa cộng sản đã được các nước Trung và Đông Âu từ bỏ sau một loạt các cuộc cách mạng.

#### Mỹ Latinh
Các chế độ độc tài quân sự đã giữ được vị thế nổi bật ở Mỹ Latinh trong Chiến tranh Lạnh, mặc dù số lượng các cuộc đảo chính đã giảm dần, bắt đầu từ những năm 1980. Từ năm 1967 đến năm 1991, mười hai quốc gia Mỹ Latinh đã trải qua ít nhất một cuộc đảo chính quân sự, trong đó Haiti và Honduras trải qua ba cuộc và Bolivia trải qua tám cuộc. Một chế độ độc tài độc đảng cộng sản đã được hình thành ở Cuba khi chế độ độc tài do Hoa Kỳ hậu thuẫn bị lật đổ trong cuộc Cách mạng Cuba, tạo ra chế độ độc tài duy nhất do Liên Xô hậu thuẫn ở bán cầu tây. Để duy trì quyền lực, nhà độc tài Chile, Augusto Pinochet, đã tổ chức Chiến dịch Condor với các nhà độc tài Nam Mỹ khác để tạo điều kiện cho sự hợp tác giữa các cơ quan tình báo và các tổ chức cảnh sát bí mật tương ứng của mỗi quốc gia.

### Chế độ độc tài thế kỷ thứ 21
Bản chất của các chế độ độc tài đã thay đổi ở nhiều nơi trên thế giới vào đầu thế kỷ thứ 21. Trong khoảng thời gian từ những năm 1990 đến những năm 2000, hầu hết các nhà độc tài đã tránh xa hình ảnh "những nhân vật phi thường" kiểm soát dân chúng thông qua khủng bố và tự cô lập mình khỏi cộng đồng thế giới. Điều này được thay thế bằng xu hướng phát triển một hình ảnh tích cực trước công chúng để duy trì sự ủng hộ của họ và tiết chế luận điệu của mình để hoà nhập với cộng đồng toàn cầu. Sự phát triển của internet và truyền thông kỹ thuật số trong thế kỷ thứ 21 đã thúc đẩy các chế độ độc tài chuyển từ các hình thức kiểm soát truyền thống sang các hình thức kỹ thuật số, bao gồm việc sử dụng trí tuệ nhân tạo để phân tích thông tin liên lạc đại chúng, kiểm duyệt internet để hạn chế luồng thông tin, và các trang trại troll để thao túng quan điểm của công chúng.
Liên Xô vào năm 1991 và hầu hết các quốc gia cộng sản Đông Âu tan rã năm 1991. Belarus dưới sự cai trị của Alexander Lukashenko đã được mô tả là "chế độ độc tài châu Âu cuối cùng", tuy sự cai trị của Vladimir Putin ở Nga cũng được mô tả là một chế độ độc tài. Châu Mỹ Latinh chứng kiến một thời kỳ tự do hóa tương tự như ở Châu Âu vào cuối Chiến tranh Lạnh, với Cuba là quốc gia Mỹ Latinh duy nhất không trải qua bất kỳ mức độ tự do hóa nào từ năm 1992 đến năm 2010. Các quốc gia Trung Á không tự do hoá sau khi Liên Xô sụp đổ, thay vào đó các chế độ độc tài đã hình thành do giới tinh hoa trước đây của Đảng Cộng sản lãnh đạo và sau đó là do các nhà độc tài kế tiếp nhau cai trị. Các quốc gia này vẫn giữ nghị viện và các tổ chức quyền con người, nhưng những tổ chức này nằm dưới sự kiểm soát của nhà độc tài tương ứng của mỗi quốc gia.
Trung Đông và Bắc Phi đã không trải qua quá trình tự do hóa trong làn sóng dân chủ hoá thứ ba và hầu hết các quốc gia trong khu vực này vẫn là chế độ độc tài trong thế kỷ thứ 21. Các chế độ độc tài ở Trung Đông và Bắc Phi hoặc là các nước cộng hòa phi tự do trong đó một tổng thống nắm giữ quyền lực thông qua các cuộc bầu cử không công bằng, hoặc là các chế độ quân chủ tuyệt đối trong đó quyền lực được thừa kế. Iraq, Israel, Lebanon, và Palestine là những quốc gia dân chủ duy nhất trong khu vực này, trong đó Israel là quốc gia duy nhất trong khu vực cấp những quyền tự do chính trị rộng rãi cho công dân của mình. Các chế độ độc tài ở Trung Đông chủ yếu được định hướng bởi chủ nghĩa dân tộc Hồi giáo.

## Đo lường
| Dân chủ hoàn toàn 9.01–10.00 8.01–9.00 | Dân chủ khiếm khuyết 7.01–8.00 6.01–7.00 | Chế độ lai 5.01–6.00 4.01–5.00 | Chế độ chuyên chế 3.01–4.00 2.01–3.00 1.01–2.00 0.00–1.00 | Không có dữ liệu |

Chỉ số Dân chủ theo Economist Intelligence Unit, 2022. Các quốc gia màu xanh lá cây là các nền dân chủ, màu vàng là các chế độ lai, và màu cam-đỏ-đen là các quốc gia chuyên chế.
Dân chủ hoàn toàn
9.01–10.00
8.01–9.00
Dân chủ khiếm khuyết
7.01–8.00
6.01–7.00
Chế độ lai
5.01–6.00
4.01–5.00
Chế độ chuyên chế
3.01–4.00
2.01–3.00
1.01–2.00
0.00–1.00
Không có dữ liệu

Một trong những nhiệm vụ của khoa học chính trị là đo lường và phân loại các chế độ thành các nền dân chủ hoặc độc tài (chuyên chế). Freedom House, chuỗi dữ liệu Chính thể, và Chỉ số Dân chủ-Độc tài là ba trong số các chuỗi dữ liệu được các nhà khoa học chính trị sử dụng nhiều nhất. Nói chung, tồn tại hai phương pháp nghiên cứu: phương pháp tối giản (minimalist approach) tập trung vào việc liệu một quốc gia có tiếp tục tổ chức các cuộc bầu cử cạnh tranh hay không, và phương pháp thực dụng (substantive approach), mở rộng khái niệm dân chủ để bao gồm quyền con người, tự do báo chí, và sự thống trị của pháp luật. Chỉ số Dân chủ-Độc tài được coi là một ví dụ của phương pháp tối giản, trong khi chuỗi dữ liệu Chính thể thì thực dụng hơn.

## Kinh tế
Hầu hết các chế độ độc tài tồn tại ở các quốc gia có mức độ nghèo đói cao. Nghèo đói có một tác động gây bất ổn định đối với chính phủ, khiến cho dân chủ thất bại và khiến cho các chế độ sụp đổ thường xuyên hơn. Hình thức chính phủ không có mối liên hệ với mức độ tăng trưởng kinh tế, và các chế độ độc tài tăng trưởng với tốc độ trung bình tương đương với các nền dân chủ, mặc dù các chế độ độc tài được nghiên cứu là có những biến động kinh tế lớn hơn. Các nhà độc tài có nhiều khả năng thực hiện các kế hoạch đầu tư dài hạn vào nền kinh tế của đất nước nếu họ cảm thấy an toàn với quyền lực của mình. Các trường hợp ngoại lệ đối với truyền thống nghèo đói trong các chế độ độc tài bao gồm các chế độ độc tài Trung Đông nhiều dầu mỏ và Những con rồng Đông Á trong thời kỳ độc tài của mình.
Loại hình kinh tế trong một chế độ độc tài có thể ảnh hưởng đến cách thức hoạt động của nó. Các nền kinh tế dựa vào tài nguyên thiên nhiên cho phép các nhà độc tài có nhiều quyền lực hơn, vì họ có thể dễ dàng bòn rút tiền thuê mà không cần củng cố hoặc hợp tác với các thiết chế (tổ chức) khác. Các nền kinh tế phức tạp hơn đòi hỏi sự hợp tác bổ sung giữa nhà độc tài và các nhóm khác. Trọng tâm kinh tế của một chế độ độc tài thường phụ thuộc vào sức mạnh của phe đối lập, vì một phe đối lập yếu hơn cho phép nhà độc tài bòn rút thêm của cải từ nền kinh tế thông qua tham nhũng.

## Tính chính danh và sự ổn định
Một số yếu tố quyết định sự ổn định của một chế độ độc tài—chúng phải duy trì một mức độ ủng hộ nhất định từ công chúng để ngăn chặn các nhóm đối lập phát triển. Điều này có thể được đảm bảo thông qua các biện pháp khuyến khích, chẳng hạn như phân phối các nguồn lực tài chính hoặc hứa hẹn đảm bảo an ninh, hoặc có thể thông qua trấn áp, trong đó việc không ủng hộ chế độ sẽ bị trừng phạt. Sự ổn định có thể suy yếu khi các nhóm đối lập phát triển và thống nhất, hoặc khi giới tinh hoa không trung thành với chế độ. Các chế độ độc tài độc đảng nhìn chung ổn định hơn và tồn tại lâu hơn các chế độ độc tài quân sự hoặc cá nhân.
Một chế độ độc tài có thể sụp đổ do một cuộc đảo chính quân sự, sự can thiệp của nước ngoài, đàm phán, hoặc cách mạng nhân dân. Một cuộc đảo chính quân sự thường được tiến hành khi một chế độ khác đang đe dọa đến sự ổn định của đất nước hoặc trong thời kỳ bất ổn xã hội. Sự can thiệp của nước ngoài diễn ra khi một quốc gia khác tìm cách lật đổ một chế độ bằng cách xâm lược quốc gia đó hoặc ủng hộ phe đối lập. Một nhà độc tài có thể đàm phán về việc chấm dứt một chế độ độc tài nếu chế độ đó đã mất đi tính chính danh hoặc nếu có khả năng bị lật đổ bằng bạo lực. Cách mạng diễn ra khi nhóm đối lập phát triển đủ lớn đến mức giới tinh hoa trong chế độ không thể đàn áp hoặc quyết định không đàn áp. Việc loại bỏ chế độ độc tài bằng đàm phán có nhiều khả năng dẫn đến dân chủ hơn, trong khi việc loại bỏ bằng vũ lực có nhiều khả năng dẫn đến một chế độ độc tài mới. Một nhà độc tài đã tập trung quyền lực đáng kể có nhiều khả năng bị lưu đày, bỏ tù, hoặc bị giết sau khi bị lật đổ, và do vậy họ có nhiều khả năng từ chối đàm phán và bám lấy quyền lực hơn.
Các chế độ độc tài thường hung hãn hơn các nền dân chủ khi xung đột với các quốc gia khác, vì các nhà độc tài không phải lo sợ hậu quả chính trị từ các cuộc bầu cử trong chiến tranh. Các chế độ độc tài quân sự dễ xảy ra xung đột hơn do sức mạnh quân sự vốn có của một chế độ như vậy, và các chế độ độc tài cá nhân dễ xảy ra xung đột hơn do các thiết chế yếu hơn để giới hạn quyền lực của nhà độc tài. Trong thế kỷ thứ 21, các chế độ độc tài đã tiến tới hội nhập nhiều hơn với cộng đồng toàn cầu và ngày càng cố gắng thể hiện mình là dân chủ. Các chế độ độc tài thường là những bên nhận viện trợ nước ngoài với điều kiện là họ phải tiến tới dân chủ hoá. Một nghiên cứu cho thấy các chế độ độc tài tham gia vào việc khoan dầu mỏ có nhiều khả năng duy trì quyền lực hơn, với 70,63% các nhà độc tài tham gia khoan dầu mỏ vẫn nắm quyền sau năm năm độc tài, trong khi chỉ có 59,92% các nhà độc tài không sản xuất dầu mỏ tồn tại trong năm năm đầu tiên.

### Bầu cử

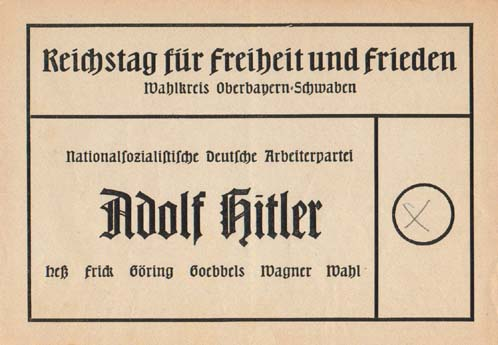
Một ô phiếu bầu cử trong cuộc bầu cử quốc hội Đức năm 1936. Adolf Hitler và nhóm nội bộ của ông là lựa chọn duy nhất.

Hầu hết các chế độ độc tài tổ chức bầu cử để duy trì tính chính danh và sự ổn định, nhưng những cuộc bầu cử này thường không có tính cạnh tranh và phe đối lập không được phép giành chiến thắng. Các cuộc bầu cử này cho phép một chế độ độc tài thực hiện một số quyền kiểm soát đối với phe đối lập bằng cách đặt ra các điều kiện mà theo đó phe đối lập thách thức chế độ. Các cuộc bầu cử này cũng được sử dụng để kiểm soát giới tinh hoa trong chế độ độc tài bằng cách yêu cầu họ cạnh tranh với nhau và khuyến khích họ xây dựng sự ủng hộ của dân chúng, cho phép những thành viên nổi tiếng nhất và có năng lực nhất trong giới tinh hoa được thăng chức trong chế độ. Các cuộc bầu cử này cũng củng cố tính chính danh của một chế độ độc tài bằng cách phô bày hình ảnh của một nền dân chủ, khiến cho việc phủ nhận hình thức chính phủ của chế độ là độc tài nghe có vẻ hợp lý hơn với cả dân chúng và các chính phủ nước ngoài. Nếu một chế độ độc tài thất bại, thì các cuộc bầu cử này cũng cho phép các nhà độc tài và giới tinh hoa chấp nhận thua cuộc mà không sợ những hậu quả bạo lực. Các chế độ độc tài có thể tác động đến kết quả của một cuộc bầu cử thông qua gian lận bầu cử, đe dọa hoặc mua chuộc các ứng cử viên và cử tri, sử dụng các nguồn lực nhà nước như kiểm soát truyền thông, thao túng luật bầu cử, giới hạn ai có thể tranh cử, hoặc tước quyền bầu cử của những nhóm mà có thể phản đối chế độ độc tài.
Trong thế kỷ thứ 20, hầu hết các chế độ độc tài đều tổ chức bầu cử trong đó cử tri chỉ có thể lựa chọn ủng hộ chế độ độc tài, trong đó một phần tư chế độ độc tài độc đảng cho phép các ứng cử viên đối lập tham gia. Kể từ khi Chiến tranh Lạnh kết thúc, nhiều chế độ độc tài đã thiết lập các cuộc bầu cử "bán cạnh tranh", trong đó phe đối lập được phép tham gia bầu cử nhưng không được phép giành chiến thắng, với khoảng hai phần ba các chế độ độc tài cho phép các ứng cử viên đối lập tranh cử vào năm 2018. Các đảng đối lập trong các chế độ độc tài có thể bị hạn chế bằng cách ngăn cản họ vận động tranh cử, cấm các đảng đối lập được người dân ưa chuộng hơn, ngăn cản các thành viên đối lập thành lập đảng, hoặc yêu cầu các ứng cử viên phải là thành viên của đảng cầm quyền. Các chế độ độc tài có thể tổ chức các cuộc bầu cử bán cạnh tranh để đủ điều kiện nhận viện trợ nước ngoài, để thể hiện sự kiểm soát của nhà độc tài đối với chính phủ, hoặc để khuyến khích đảng mở rộng khả năng thu thập thông tin, đặc biệt là ở cấp địa phương. Các cuộc bầu cử bán cạnh tranh cũng có tác dụng khuyến khích các thành viên của đảng cầm quyền đối xử tốt hơn với công dân để họ sẽ được chọn làm ứng cử viên của đảng do sự nổi tiếng của họ.

### Bạo lực
Trong một chế độ độc tài, bạo lực được sử dụng để cưỡng chế hoặc trấn áp tất cả những người chống đối sự cai trị của nhà độc tài, và sức mạnh của một chế độ độc tài phụ thuộc vào mức độ sử dụng bạo lực của nó. Bạo lực này thường được thực hiện thông qua các thiết chế như quân đội hoặc lực lượng cảnh sát. Việc nhà độc tài sử dụng bạo lực thường nghiêm trọng nhất trong vài năm đầu tiên của chế độ độc tài, bởi vì chế độ này chưa củng cố được sự cai trị của mình và chưa có thông tin chi tiết hơn về các biện pháp cưỡng chế có mục tiêu. Khi chế độ độc tài trở nên vững chắc hơn, nó tránh xa bạo lực bằng cách sử dụng các biện pháp cưỡng chế khác, chẳng hạn như hạn chế quyền tiếp cận thông tin của người dân và theo dõi phe đối lập chính trị. Các nhà độc tài được khuyến khích tránh sử dụng bạo lực một khi danh tiếng bạo lực đã được thiết lập, vì nó gây hại cho các thiết chế khác của chế độ độc tài và tạo ra mối đe dọa đối với sự cai trị của nhà độc tài nếu các lực lượng chính phủ trở nên bất trung thành.
Các thiết chế cưỡng chế phe đối lập thông qua việc sử dụng bạo lực có thể đóng các vai trò khác nhau hoặc chúng có thể được sử dụng để đối trọng với nhau nhằm ngăn chặn một thiết chế trở nên quá mạnh. Cảnh sát mật được sử dụng để thu thập thông tin về các đối thủ chính trị cụ thể và thực hiện các hành vi bạo lực có mục tiêu chống lại họ, lực lượng bán quân sự bảo vệ chế độ khỏi các cuộc đảo chính, và quân đội chính thức thì bảo vệ chế độ độc tài trong các cuộc xâm lược của nước ngoài và các cuộc xung đột dân sự lớn.
Khủng bố ít phổ biến hơn trong các chế độ độc tài. Cho phép phe đối lập được đại diện trong chế độ, chẳng hạn như thông qua một viện lập pháp, càng làm giảm khả năng xảy ra các cuộc tấn công khủng bố trong một chế độ độc tài. Các chế độ độc tài quân sự và độc đảng có nhiều khả năng gặp khủng bố hơn các chế độ độc tài cá nhân, vì các chế độ này chịu nhiều áp lực hơn trong việc thay đổi thể chế để đối phó với khủng bố sau những vụ tấn công.